# Horacio García
Horacio García (Temperley, Argentina, 6 de diciembre de 1965-Buenos Aires, 24 de abril de 2009) fue un exfutbolista argentino que jugaba como volante.

## Trayectoria
García debutó en Club Atlético Banfield en 1985. En 1987 fue subcampeón de la B Nacional, al derrotar a Belgrano y obtuvo el ascenso a Primera División.
En 1991 fichó por el Talleres, donde permaneció hasta 1992.
Durante la temporada 1992/93 jugó en el Club de Fútbol Cruz Azul de México.
En 1993 jugó en el Club Atlético Nueva Chicago argentino, hasta 1994 que pasó al pasó a Quilmes Atlético Club. 
Para la temporada 1995/96 se sumó a Club Cipolletti de Río Negro, el año que ascendió a la B Nacional.
Entre 1996 y 1998 jugó con el Club Atlético Belgrano, finalizando su última temporada en el equipo con el ascenso a la Primera B Nacional.
En la temporada 1999/00 fichó por el Club Atlético Tucumán.
Y entre el año 2000-2001 jugó en el Club Sportivo Independiente Rivadavia, retirándose del fútbol profesional al final de la temporada.

## Clubes
| Club                                  | País      | Temporada |
| ------------------------------------- | --------- | --------- |
| Club Atlético Banfield                | Argentina | 1985-1991 |
| Club Atlético Talleres                | Argentina | 1991-1992 |
| Club de Fútbol Cruz Azul              | México    | 1992-1992 |
| Club Atlético Nueva Chicago           | Argentina | 1993-1994 |
| Quilmes Atlético Club                 | Argentina | 1994-1995 |
| Club Cipolletti                       | Argentina | 1995-1996 |
| Club Atlético Belgrano                | Argentina | 1996-1998 |
| Club Atlético Tucumán                 | Argentina | 1999-2000 |
| Club Sportivo Independiente Rivadavia | Argentina | 2000-2001 |